# Kambýsés I.
Kambýsés I. (staropersky Kambudžija [  ]; řecky Καμβύσης) byl perský král z rodu Achaimenovců vládnoucí jako vazal Médů v anšanském království v Persidě (asi v letech 600–559 př. n. l.). Jeho otcem byl Kýros I., známý z mezopotámských pramenů, synem Kýros II., zakladatel perské říše.
O panování Kambýsa I. se na rozdíl od vlády jeho otce i syna neví prakticky nic, soudí se jen, že během 40 let, jež strávil na anšanském trůně jako vazal médských králů Kyaxara a Astyaga, připravil podmínky pro pozdější rychlou expanzi Kýra II. Velikého. Podle tvrzení Xenofónta byla jeho moc omezena radou starších.